# 水からの伝言
『水からの伝言』（みずからのでんごん）とは、水の結晶である氷から言葉や音楽への反応が読みとれるとする江本勝の著作。水に向かって様々な文字を見せ、または音楽を聴かせた上で氷結させて、融解の過程で生じた結晶を顕微鏡を通して撮影した写真集となっている。シリーズで4巻までが発行された。

## 概要
本書には、著者である江本の研究所で撮影された「雪花状の氷」の写真が多数収録されている。名勝の水や「ありがとう」等の言葉を見せた水からは綺麗な結晶ができ、水道水や「ばかやろう」等の言葉を見せた水からはいびつな結晶ができるといった、科学的には荒唐無稽な話が写真と共に語られる。
江本の会社による自主出版であり一般書店では販売されなかったが、支持者の手で配布されるなどして広まり、その後2009年までには45ヶ国語に翻訳、世界75カ国で出版されシリーズで250万部以上が発行された。
思いやる心の大切さを示す「いい話」として信奉者を生み、小学校の道徳の授業にも使われ、ホメオパシーや積極思考の推進者からも支持される一方、疑似科学だとして批判も起きた（#反響）。

## 内容
第一章 身近な水の話
各地の水から生まれた結晶の写真。
第二章 変化する水の話
音楽や文字の影響を受けた結晶。支持者が行った米の実験の紹介。
第三章 江本勝・水の世界は拡がる！
江本の会社で販売する波動測定器やマイクロクラスター水の紹介とそれらによる結晶。船井幸雄の「愛の気」を受けた結晶など。

### 米での試み
江本の講演を聞いた一般人によって行われたという試み。炊いた米（ご飯）を二つのガラス瓶に入れ、「ありがとう」と「ばかやろう」と手書きした紙をそれぞれの瓶に貼り、小学生二人がそれぞれの瓶に紙と同じ言葉を毎日掛け、一月後に「ありがとう」の方は発酵して良い香りになり、「ばかやろう」の方は腐敗して黒くなったというもの。
本書で瓶の写真と共に紹介し、江本は微生物が言葉に反応して善玉菌と悪玉菌に別れたのだろうと述べている（P.89）。

## 撮影方法
水に音楽を「聴かせる」場合には精製水を入れた瓶をステレオスピーカーの間に置いて曲を流し（P.73）、言葉を「見せる」にはワープロで打ち出した紙を内向きにして瓶に貼り（P.90）、共に一晩置いた上で複数のシャーレに一滴ずつ垂らして冷凍し、摂氏マイナス5度の冷蔵室に移して倍率200から500の顕微鏡に取り付けたカメラで撮影する(P.15, P.73)。
出来上がった結晶の形はシャーレ毎に異なるが(P.74)、その中から一つを選んで掲載している。ただしエルビス・プレスリーの『ハートブレイク・ホテル』を聴かせて作られた結晶については様子の異なる三つの写真を掲載し、曲の内容に結びつけた解説を行っている(P.86)。また「アドルフ ヒトラー」（アドルフ・ヒトラー）の文字を見せて作られた結晶には、いびつなものと整ったものを二つ並べ、根っからの悪人は存在しないと結んでいる（P.109）。

## 著者の主張
江本が本書などに掲載している結晶の写真は、複数の写真の中から取捨選択した「その水の性質をもっともよく表していると思われる結晶」である事を認めているが、同じ水からできた結晶には類似性があるとしている（P.74）。更に波動測定器を使って情報を転写した水からは、いつ誰が実験しても同じ傾向が現れると再現性に自信を見せていた（P.117）。
しかし2005年に「AERA」の懐疑的なインタビューに応じた際には、江本は本書を「ポエムだと思う」「科学だとは思っていない」と語り、また「僕は科学者ではない」「今後、周りの研究者によって科学的に証明されていくと思う」と述べ、本書での主張を科学として証明する意志は無い事を窺わせている。
2007年のブログでも、自分たちの研究は「アート、あるいはファンタジーのレベル」であるとして、科学的な証明は「本物の科学者達」に求めている。
一方で2006年には、日本物理学会にて行われた高尾征治の発表で共同研究者の一人となっていた（#日本物理学会）。また同年には、本書の内容を二重盲検法により確認するという実験を超心理学者のディーン・レイディンらと共同で行い、代替医療を扱う"Explore: The Journal of Science and Healing"（「探索　―科学と癒しのジャーナル―」の意）に掲載された。内容は、江本が東京で開催したイベントの一環として、カリフォルニアに置かれたミネラルウォーターの瓶4本のうち2本に向けて参加者が祈り、内容を明かされずに受け取った瓶から結晶を撮影し、それぞれの結晶の「美しさ」を100人に判定してもらった結果、祈られた水の方が平均値が高かったというもの。
なお、2003年にはジェームズ・ランディが江本に対して「100万ドル超能力チャレンジ」を呼び掛けており、江本も2007年のブログにて、ランディから案内があったが無視していた事を明かした。応じなかった理由として、科学界が認める様な実験環境を作れなかった事を挙げているが、実際にランディが呼び掛けていたのは、「良い言葉」と「悪い言葉」の水をヒント無しで見分けてみろというだけのものだった。
以上のように本書は科学書というよりも、宗教書に近い根拠の存在しないものである。

## 反響

### 結晶に関する議論
写真にあるものは雪花状の氷であり、雪や霜と同様に「気相成長」によって生じた、つまり種となる氷に周辺の水蒸気がくっついてできたものである。あるいは「小さな霜」といえる。結晶の形は中谷宇吉郎が研究した雪の結晶形の成長条件に従って、雪花状に成長するかどうかは温度と水蒸気量で決まる。形こそ雪花状であるが、雪や霜がそうであるように、分子構造は普通の氷と同じである。
また、藤倉珊は『トンデモ本の世界T』において、同じく中谷宇吉郎の研究を取り上げチンダル像による負結晶（逆結晶）別名「ウォーター・フラワー (Water Flower)」とする異説を唱えている。水の結晶と称される写真に、チンダル像ができる際、水蒸気によってできる穴と同じようなものが見える。「シャーレに水を分け、氷点下で凍結し、顕微鏡で視る」という撮影過程の中で、顕微鏡の落射照明により氷が融解するなどと指摘し、結晶の写真の美しさは、氷の融解する過程においてタイミング良く負結晶ができる瞬間の写真が撮影できるかどうか、つまりシャッターチャンスの妙味だとしている。
ただし、藤倉珊と同じと学会の会員で物理学者の菊池誠は、写真に写っているのは気相成長でできた普通の結晶であり、チンダル像だとする藤倉の説は誤りであると指摘している。

### 変化に関する議論
それぞれの結晶の写真は江本の主観によって選ばれたものであり、また江本も証明に協力しないため、ワープロで書かれた文字の内容で結晶が変わるといった主張に対し、科学界での議論は行われていない。
一方で「江本平和賞」（Emoto Peace Prize、江本が作った賞）受賞者であるワシントン大学生物工学科教授のジェラルド・ポラック（Gerald Pollack）は、2016年にIHM（江本の会社）に招かれて講演した際に、ポラックが唱える「第四の水の相」で水が情報を記憶する事によって結晶の形が変わる可能性に言及している。ポラックの説はIHMの根本泰行によって『国際生命情報科学会誌』でも紹介された。

### 社会的影響

#### 教育現場
科学ライターの松永和紀は、2005年に小学五年生の娘の道徳の授業で本書の米での試みの話が使われた事を記している。娘の話では、疑問を口にした男児を「頭が固い」教師は無視した上、見学していた別の教師が、関係ない話をするなと叱責したという。教師の話は娘を含め、他の児童も信じていなかったという。
この他にも同書が小学校などの道徳教材に使われる事例が多数報告され、問題となった。TOSSが運営する教員向けウェブサイト「TOSSランド」にて、同書を基にした道徳授業の実践例が掲載された事が全国に広まる要因になったと見られている。この事態に教育関係者や科学者からは本書とTOSSへの強い批判が起きた。学校でオカルトを教えることへの批判のみならず、善し悪しの判断を水に委ねる事自体が思考停止であるとの指摘もされた。また「画一的美的感覚の押しつけ」であるとの指摘も行われた。
江本は、日本ではオウム真理教の影響で「波動」がカルトと見なされたお陰で、『水からの伝言』が児童向けの教育として受け入れられていないと述べている。また、本書の絵本版を2006年から2015年にかけて約500億円の予算で6億5000万部を印刷し世界中の子供たちに配布すると公言していたが、実際には、2016年時点で絵本版の印刷・配布部数は全世界累計で約50万部しか配布されていない。

#### 政治
- 2001年3月の参議院文教科学委員会で、公明党の松あきらが、心の教育に絡めて類書の『水は語る』を肯定的に引用した[29][30]。
- 2003年3月、千葉県浦安市市報にて松崎秀樹市長（当時）が本書の内容を児童の道徳問題に絡めた文章を掲載。文中で江本は「有名な学者」と書かれている[29][31]。
- 池田整治は現職自衛官時代、部内紙に「水は話しかけると美味しくなる」と寄稿した。

#### 映像作品
- What the Bleep Do We Know!?（邦題：超次元の成功法則～私たちは一体全体何を知っているというの!?～） - 2004年のアメリカの映画[5]。意識と量子物理学における（奇跡に見える）謎をテーマにしたインディーズ映画で、ラムサ・カルトの創始者であるチャネラーJZ Knightの後援で制作され、2005年に流行した[32]。
- 仮面ライダー THE FIRST - 2005年の日本映画。黄川田将也が演じる主人公の化学者本郷猛の研究が、本書籍の内容と酷似している[5]。
- Water - 2006年のロシア映画[33]。
- ストーンエイジ - 2006年の日本映画[27]。当時参議院議員の大仁田厚が推薦した[要出典]。

#### 著名人
- ジョン・レノン夫人のオノ・ヨーコは2004年のクリスマスメッセージで本書を紹介した[要出典]。
- 歌手の倖田來未がテレビ番組『中居正広の金曜日のスマたちへ』出演時、本書について肯定的な発言をした[34]。
- 歌手の米倉千尋が江本勝の著書に影響され、日頃水を飲む時に「ありがとう」と語りかけてから飲んでいると公言した[35]。
- 2012年、芸能事務所アミューズ所属俳優の佐藤健が雑誌ダ・ヴィンチのインタビューにて本書を推薦[36]。
- 評論家の宮崎哲弥はネット番組において「水素と酸素で構成されているだけの物質が日々変化する世界中のあらゆる言語を把握できるわけがない」、「馬鹿野郎やお○○○と聞いて美しいと取るか、汚いと取るかという判断は人間次第で、水に絶対的な判断力があるとは考えられない」と極めて批判的な見解を述べている[37]。
- 安倍晋三（当時内閣総理大臣）夫人・安倍昭恵は、ミャンマーにて翻訳した本書を児童に配布しているという[25]。

## 学会の反応

### 日本物理学会
2006年3月30日の物理と社会シンポジウムでは、「『ニセ科学』とどう向き合っていくか？」の題で発表が行われ、大阪大学サイバーメディアセンターの菊池誠が本書を取り上げた。
2006年9月23日、奈良女子大学で開催された日本物理学会秋季大会において、九州大学大学院工学研究科化学工学部門助手（当時）の高尾征治が「言葉が水の氷結状態と水中元素濃度に及ぼす影響」と題して本書の内容に酷似した発表を行った。この発表は江本も共同発表者として名を連ね、引用文献として本書が挙げられていた。質疑にて「これは科学と言えるのでしょうか」という疑問が発せられたという。引用している江本の説の追試も行っていなかった。
なお高尾が在籍する九州大学工学研究院のウェブサイトでは、2007年4月から一時期「似非科学問題について」と題した文が掲載され、教員には発表内容に注意を払うように求め、また査読付き学術誌に論文が掲載されるまで是認されない旨が再確認されていた。

### 日本化学会
日本物理学会での高尾の発表を受けて、日本化学会の会誌「化学と工業」2006年9月号の論説欄で安井至が本書を取り上げ、馬鹿馬鹿しい主張に対しても検証してきちんとした反論をするべきではないかと説いた。読者からの多くの反響の中で、主張する側が立証を行わない説を学会が代わって検証する事への天羽優子らの疑問に対し、同誌12月号で安井は、本書の社会的影響の大きさから「学会として無視するといった対応では不十分、すなわち、ある許容できる一線をすでに超した事例ではないか」と答えている。

### 江本の著書
- 『波動の真理 : 人間・地球・自然の未来のために』PHP研究所、1994年12月。ISBN 978-4569545394。 - 最初に結晶写真が載せられた本。
- 『水からの伝言 世界初!!水の氷結結晶写真集』波動教育社、1999年6月。ISBN 4-939098-00-1。
  - The message from water, 1999.
  - 韓国『물의메시지 사진으로보는놀라운물의세계』2003.
  - タイ Sān čhāk wārī, 2005.
  - ブルガリア Посланието на водата : детска версия, 2006.
  - フランス Jeux et joies de l'eau : message de l'eau, 2007.
- 『水は語る』成星出版、2000年7月。ISBN 4-88398-023-5。
- 『水は答えを知っている その結晶にこめられたメッセージ』サンマーク出版、2001年11月。ISBN 4-7631-9396-1。
  - The Hidden Messages in Water, 2004.
- 『水からの伝言 世界初!!水の氷結結晶写真集』 vol.2、波動教育社、2001年11月。ISBN 4-939098-04-4。
- 『結晶物語 水が教えてくれたこと』サンマーク出版〈サンマーク文庫〉、2003年7月。ISBN 4-7631-8178-5。
- 『水は語る 魂をうつしだす結晶の真実』講談社〈講談社+α文庫〉、2003年7月。ISBN 4-06-256763-6。
- 『水は答えを知っている』 vol.2、サンマーク出版、2003年1月。ISBN 4-7631-9481-X。
- 『水が伝える愛のかたち』徳間書店、2003年10月。ISBN 4-19-861750-3。
- 『水の「真」力 心と体のウォーター・ヒーリング』講談社、2003年8月。ISBN 4-06-211998-6。
- 『水は音楽を聴いている』三笠書房、2004年3月。ISBN 4-8379-2078-0。
- 『水と音楽癒しのメッセージ 驚異の映像水が成長する』講談社〈講談社DVDブック〉、2004年3月。ISBN 4-06-274144-X。
- 『水と音楽のおくりもの なつかしい日本の歌に聴く』学習研究社、2004年12月。ISBN 4-05-402623-0。
- 『モーツァルトに聴く水と音楽のことば』学習研究社、2004年12月。ISBN 4-05-402622-2。
- 『水からの伝言』 vol.3、波動教育社、2004年2月。ISBN 4-939098-05-2。
- 『自分が変わる水の奇跡 「愛と感謝」の想いが前向きなエネルギーをつくる』青春出版社、2005年9月。ISBN 4-413-03551-8。
- 『水の癒し やさしさと元気が戻ってくる本』青春出版社、2006年6月。ISBN 4-413-00834-0。
- 『水の「真」力 心と体のウォーター・ヒーリング』講談社〈講談社+α文庫〉、2008年4月。ISBN 978-4-06-281195-8。
- 『水からの伝言』 vol.4、OFFICE MASARU EMOTO、2008年6月。ISBN 9784904297001。
- 『水は音楽を聴いている』三笠書房〈王様文庫〉、2008年8月。ISBN 978-4-8379-6461-2。
- 『水と宇宙からのメッセージ これからは愛感謝美人で生きよう』ビジネス社、2009年7月。ISBN 978-4-8284-1517-8。
- 『水の預言 アセンションの鍵は水にあった』ソフトバンククリエイティブ、2010年12月。ISBN 978-4-7973-6268-8。

### 批判・反論書籍
- 左巻健男『水はなんにも知らないよ』ディスカヴァー・トゥエンティワン、2007年2月。ISBN 978-4-88759-528-6。 - 『水からの伝言』の批判と、ニセ科的な説明で販売されている「水の商品」を取り上げた。
- 左巻健男『ニセ科学を見抜くセンス』新日本出版社、2015年9月29日。ISBN 978-4406059374。
- 左巻健男『暮らしのなかのニセ科学』平凡社、2017年6月17日。ISBN 978-4582858471。
- 左巻健男『学校に入り込むニセ科学』平凡社、2019年11月18日。ISBN 978-4582859256。
- 左巻健男『陰謀論とニセ科学 - あなたもだまされている -』ワニブックス、2022年4月8日。ISBN 978-4847066733。
- 左巻健男＋RikaTan委員『雑誌『RikaTan（理科の探検）』 2022年1月号「特集 ニセ科学を斬る！Forever（通巻40号）」』株式会社 文理、2021年12月7日。
- と学会『トンデモ本の世界T』太田出版、2004年6月。ISBN 4-87233-849-9。 - 藤倉珊が一連の『水からの伝言』シリーズを取り上げ、間違いや問題点を指摘している。結晶の写真はチンダル像による負結晶（逆結晶）と主張している。
- と学会『トンデモ本白書2005』と学会、2005年6月。 - と学会名義で発行の同人誌。菊池誠が前掲書における藤倉の説明の誤りを訂正して、結晶の写真はチンダル像ではないとしている。
- 松永和紀『メディア・バイアス――あやしい健康情報とニセ科学』光文社〈光文社新書〉、2007年4月。ISBN 978-4-334-03398-9。
- 山本弘『ニセ科学を10倍楽しむ本』楽工社、2010年3月。ISBN 978-4903063416。
  - 山本弘『ニセ科学を10倍楽しむ本』筑摩書房〈ちくま文庫〉、2015年4月。ISBN 978-4480432537。
- ASIOS『謎解き超科学』彩図社、2013年10月24日。ISBN 978-4883929573。
- 雨宮純『あなたを陰謀論者にする言葉』フォレスト出版、2021年、264-253「第8章　舩井幸雄が広めたビジネス系スピリチュアル」頁。ISBN 978-4866808130。